# Tsukasa Miyamoto
Tsukasa Miyamoto (宮本士?, Miyamoto Tsukasa; 25 ottobre 1976) è un ex giocatore di football americano giapponese, che ha giocato come offensive lineman.